# Колледж Форт-Уильяма
Колледж Форт-Уильяма — учебный и научный центр востоковедения, основанный лордом Уэлсли, генерал-губернатором Индии. Был основан 10 июля 1800 года в Форт-Уильяме, Калькутта.

## Колледж

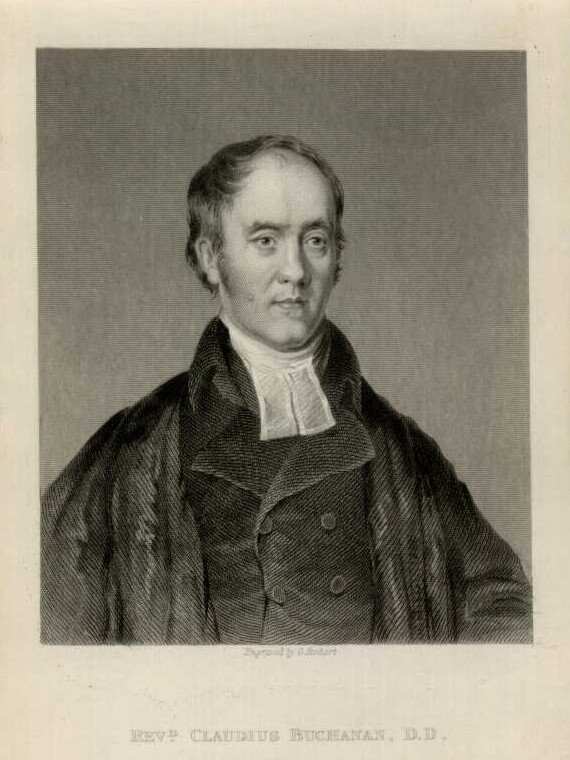
Клавдий Бьюкенен
(Первый директор Колледжа)

Колледж Форт-Уильяма оказывал помощь в деле подготовки британских чиновников по индийским языкам; в процессе этого складывалась благоприятная обстановка для развития языков, таких как хинди и бенгали. Наряду с основанием Калькуттского медресе в 1781 году и Азиатского общества в 1784 году открытие колледжа завершило первую фазу превращения Калькутты в интеллектуальный центр.
Первым директором колледжа стал шотландский богослов, проповедник и миссионер Клавдий Бьюкенен. Преобладало преподавание азиатских языков: арабский, хиндустани, персидский, санскрит и бенгали; позднее были добавлены маратхи и даже китайский язык. Каждое отделение колледжа было укомплектовано известными учёными. Так, например отделение языка хиндустани было доверено Джону Бортвику Гилкристу, индологу с большой репутацией. Известный востоковед Генри Томас Колбрук возглавлял отделение санскрита. Уильям Кэри, миссионер и специалист по многим индийским языкам, был избран главой отделения народных языков. В то время как для преподавания большинства языков были подобраны и назначены известные ученые, для бенгальского языка же преподавателя со значимой репутацией в Калькутте не нашли. Брахманы же в эти годы изучали лишь санскрит. Поэтому решено было назначить Уильяма Кэри, который находился с баптистской миссией в Серампуре. Он, в свою очередь, назначил Мритьюнджая Видьяланкара как главного пандита, Рамнатха Бачаспати как второго и Рамрама Басу пандитом-помощником.
Вместе с преподаванием были организованы переводы. Колледжем были наняты более сотни местных лингвистов. Тысячи книг были переведены с санскрита, хинди, урду, бенгали, арабского и персидского языков.

## Месторасположение
Колледж находился в Калькутте на углу Кансил-хаус-стрит. Здание находилось на углу парадной площади, сейчас известной как Майдан. В XIX в. его место заняла резиденция Радж Бхаван.

## Библиотека
В учебных целях Колледж Форт-Уильяма собрал целую библиотеку древних рукописей (со всей Южной Азии) и постепенно пополнял её многочисленными экземплярами своих собственных изданий. Список книг, рекомендованных позднее для сохранения, включал много книг исторической важности. Впоследствии, когда колледж был ликвидирован, его великолепная библиотека была передана только что созданной Калькуттской публичной библиотеке, сейчас Национальная библиотека Индии.

## Закрытие
Совет директоров Ост-Индской компании никогда не благоволил данному колледжу в Калькутте, и как результат последний постоянно испытывал недостаток средств для деятельности. Впоследствии, в 1807 году, для тех же целей был создан колледж Ост-Индской компании в Хейлибери, Англия. Однако центром изучения языков продолжал оставаться колледж Форт-Уильяма.
С приходом к власти генерал-губернатора лорда Уильяма Бентинка спонсирование востоковедческих образовательных и исследовательских проектов стало сворачиваться. В 1830 году Бентинк в Англии объявил о своей особой образовательной политике народного образования, и в этом же году были упразднены профессорские должности в колледже. В 1831 году был распущен Совет колледжа. Окончательно закрытие учебного заведения состоялось в 1854 году решением администрации генерал-губернатора Джеймса Дальхузи.